# 178156 Borbála
A 178156 Borbála (ideiglenes jelöléssel 2006 UL1) a Naprendszer kisbolygóövében található aszteroida. Sárneczky Krisztián és Kuli Zoltán fedezte fel 2006. október 17-én.